# 1999 en combiné nordique
| Années du combiné nordique : 1996 - 1997 - 1998 - 1999 - 2000 - 2001 - 2002    |
| Décennies du combiné nordique : 1960 - 1970 - 1980 - 1990 - 2000 - 2010 - 2020 |

Cette page reprend les résultats de combiné nordique de l'année 1999.

## Coupe du monde
Comme l'année précédente, le classement général de la Coupe du monde 1999 fut remporté par le Norvégien Bjarte Engen Vik. Le Finlandais Hannu Manninen est deuxième, devant le Tchèque Ladislav Rygl.

### Coupe de la Forêt-noire
La coupe de la Forêt-noire 1999 fut remportée par le Norvégien Bjarte Engen Vik.

### Festival de ski d'Holmenkollen
L'épreuve de combiné de l'édition 1999 du festival de ski d'Holmenkollen fut remportée par le Norvégien Bjarte Engen Vik
devant le Finlandais Hannu Manninen. Le Japonais Kenji Ogiwara termine troisième.

### Jeux du ski de Lahti
L'épreuve de combiné des Jeux du ski de Lahti 1999 fut remportée par le coureur finlandais Samppa Lajunen
devant le Norvégien Bjarte Engen Vik. L'Allemand Sebastian Haseney termine troisième.

### Jeux du ski de Suède
L'épreuve de combiné des Jeux du ski de Suède 1999, un sprint, fut remportée par le coureur tchèque Ladislav Rygl.
Le Japonais Kenji Ogiwara est deuxième tandis que le Finlandais Hannu Manninen termine troisième.

## Championnat du monde
Le championnat du monde eut lieu à Ramsau am Dachstein, en Autriche.
Le Gundersen fut remporté par le Norvégien Bjarte Engen Vik devant le Finlandais Samppa Lajunen et le Russe Dmitri Sinizyn.
Le sprint, organisé pour la première fois aux Championnats du monde, vit la victoire du Norvégien Bjarte Engen Vik. Il s'impose devant l'Autrichien Mario Stecher. Le Japonais Kenji Ogiwara, champion du monde 1997, termine troisième.
L'épreuve par équipes consacra l'équipe de Finlande (Hannu Manninen, Tapio Nurmela, Jari Mantila et Samppa Lajunen).
L'équipe de Norvège (Fred-Børre Lundberg, Trond Einar Elden, Bjarte Engen Vik et Kenneth Braaten) arriva deuxième et l'équipe de Russie (Nikolaï Parfionov, Alexeï Fadeyev, Valerij Stoljarov et Dmitri Sinizyn), troisième.

## Universiade
L'Universiade d'hiver de 1999 s'est déroulée à Poprad Tatry, en Slovaquie. L'épreuve de combiné fut remportée par le Japonais Eiji Masaki devant le Biélorusse Sergueï Zakharenko. Le Slovaque Martin Novorolnik termine troisième.

## Championnat du monde juniors
Le Championnat du monde juniors 1999 a eu lieu à Saalfelden, en Autriche.
L'épreuve individuelle a couronné le Finlandais Samppa Lajunen devant son compatriote Jouni Kaitainen. Le Suisse Andreas Hartmann termine troisième.
L'épreuve par équipes a vu la victoire de l'équipe des États-Unis, composée par Carl Van Loan, Johnny Spillane, Jed Hinkley et Bill Demong. L'équipe de Suisse (Ronny Heer, Pascal Meinherz, Lucas Vonlanthen & Andreas Hartmann) est deuxième. L'équipe de France (Kevin Arnould, Julien Marchandise, Baptiste Rousset & Ludovic Roux) termine troisième.

## Coupe du monde B
Le classement général de la Coupe du monde B 1999 fut remporté par l'Autrichien Christoph Bieler devant le Norvégien Preben Fjære Brynemo. Le Japonais Kouji Takasawa est troisième.

## Grand Prix d'été
Le Grand Prix d'été 1999 a donné lieu à un podium entièrement allemand : il a été remporté par Ronny Ackermann qui s'impose devant ses compatriotes Sebastian Haseney et Jens Deimel.

## Coupe OPA
Le jeune Autrichien Alexander Bär remporte la coupe OPA 1998.
Chez les plus jeunes, c'est le coureur slovène Andrej Jezeršek qui s'impose.